# 유엔 헌장
유엔 헌장( - 憲章) 또는 국제 연합 헌장(國際聯合憲章, 영어: Charter of the United Nations, UN Charter)은 국제 기구인 유엔의 근본 조약이다.. 이 헌장은 1945년 6월 26일 미국 샌프란시스코에서 창립 회원국인 51개국 가운데 50개국(나머지 1개국인 폴란드는 2개월 후에 서명함)이 서명했다. 프랑스, 소비에트 연방, 영국, 미국, 중화민국 등 5개 상임이사국 및 나머지 서명국 대다수가 헌장을 비준한 뒤에 동년 10월 24일에 발효되었다. 2014년 1월 기준으로 유엔 헌장을 비준한 회원국은 총 193개국이다.

## 구성
유엔 헌장은 서문과 19장 111조로 구성된다.
서문은 두 가지 주요한 부분으로 이루어져 있다. 첫 번째 부분은 평화 유지, 국제 안보 및 인권 존중에 대한 전반적 요청을 포함하고 두 번째 부분은 유엔의 모든 국민의 정부가 이 헌장에 동의했음을 선언하고 있다.
- 유엔 헌장 제1장: 평화와 국제 안보를 지키려는 유엔의 가장 중요한 규약에 대해 그 목적을 규정해놓고 있다.
- 유엔 헌장 제2장: 유엔의 가입을 허용할 수 있는 기준 명시.

- 서문
- 제1장 목적과 원칙
- 제2장 회원국의 지위
- 제3장 기관
- 제4장 총회
- 제5장 안전 보장 이사회
- 제6장 분쟁의 평화적 해결
- 제7장 평화에 대한 위협, 평화의 파괴 및 침략 행위에 관한 조치
- 제8장 지역적 약정
- 제9장 경제적 및 사회적 국제 협력
- 제10장 경제 사회 이사회
- 제11장 비자치 지역에 관한 선언
- 제12장 국제 신탁 통치 제도
- 제13장 신탁 통치 이사회
- 제14장 국제 사법 재판소
- 제15장 사무국
- 제16장 잡칙
- 제17장 과도적 안전 보장 조치
- 제18장 개정
- 제19장 비준 및 서명

### 유엔 헌장 서문
우리 연합국 국민들은 우리 일생 중에 두 번이나 말할 수 없는 슬픔을 인류에 가져온 전쟁의 불행에서 다음 세대를 구하고, 기본적 인권, 인간의 존엄 및 가치, 남녀 및 대소 각국의 평등권에 대한 신념을 재확인하며, 정의와 조약 및 기타 국제법의 연원으로부터 발생하는 의무에 대한 존중이 계속 유지될 수 있는 조건을 확립하며, 더 많은 자유 속에서 사회적 진보와 생활 수준의 향상을 촉진할 것을 결의하였다.
그리고 이러한 목적을 위하여 관용을 실천하고 선량한 이웃으로서 상호간 평화롭게 같이 생활하며, 국제 평화와 안전을 유지하기 위하여 우리들의 힘을 합하며, 공동 이익을 위한 경우 이외에는 무력을 사용하지 아니한다는 것을, 원칙의 수락과 방법의 설정에 의하여, 보장하고, 모든 국민의 경제적 및 사회적 발전을 촉진하기 위하여 국제기관을 이용한다는 것을 결의하면서, 이러한 목적을 달성하기 위하여 우리의 노력을 결집할 것을 결정하였다.
따라서, 우리 각자의 정부는, 샌프란시스코에 모인, 유효하고 타당한 것으로 인정된 전권 위임장을 제시한 대표를 통하여, 이 유엔 헌장에 동의하고, 유엔이라는 국제 기구를 이에 설립한다.

## 같이 보기
- 유엔 적국조항(영어판)
- 국제사법재판소 규정
- 세계인권선언

## 참고 문헌
- 筒井若水 (2002). 《국제법 사전》. 有斐閣. ISBN 4-641-00012-3. 다음 글자 무시됨: ‘일본 서적’ (도움말)